# Catania–Aragona Caldare-vasútvonal
A Catania–Aragona Caldare-vasútvonal egy normál nyomtávolság, 3 kV egyenárammal villamosított vasútvonal Olaszországban Catania és Aragona között.

## Története

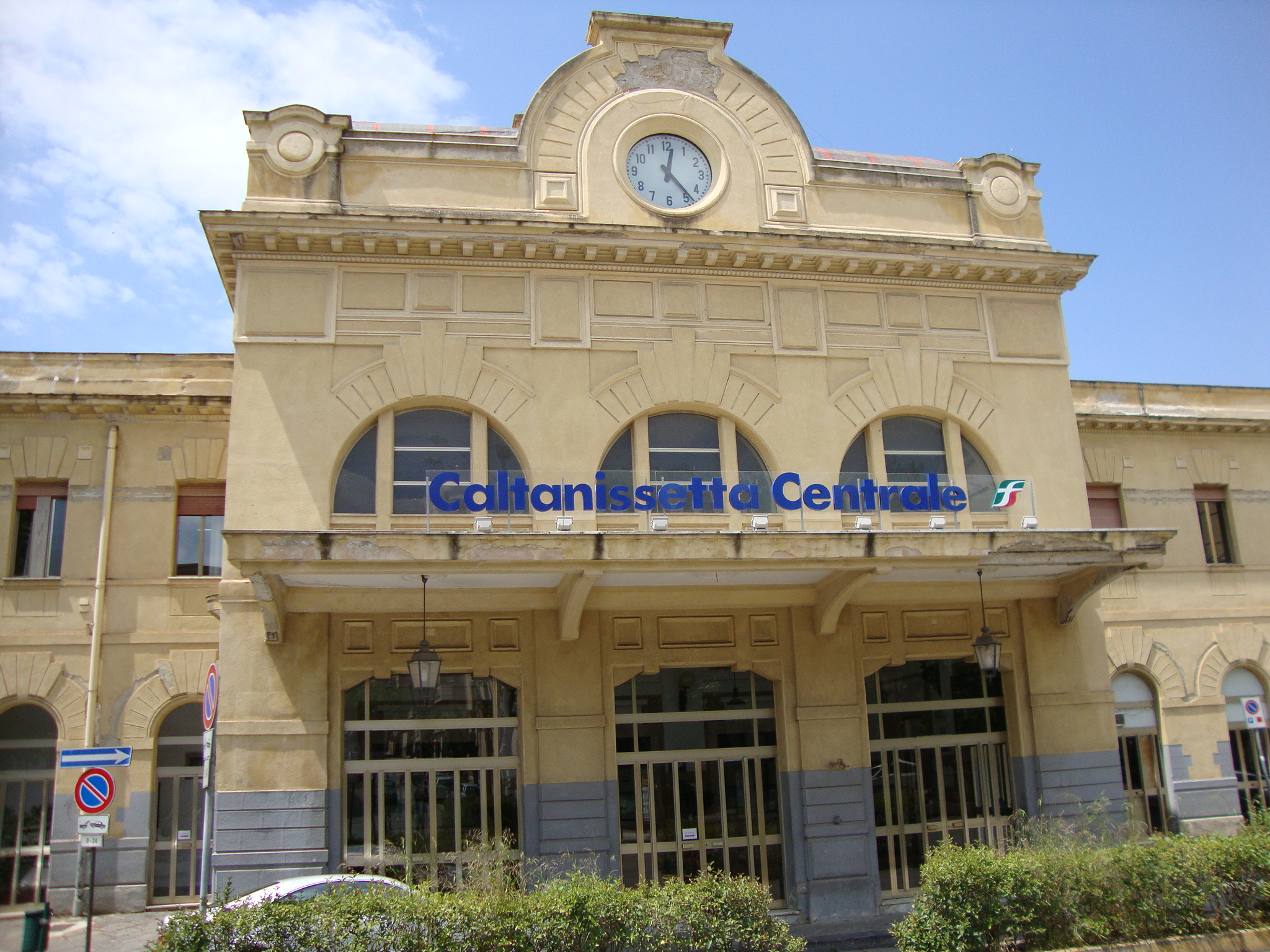
Caltanissetta Centrale vasútállomás

A vasútvonal több részletben nyílt meg 1870 és 1880 között.
| Megnyitás dátuma     | Útvonal                                    |
| -------------------- | ------------------------------------------ |
| 1870. május 15.      | Bicocca–Catenanuova                        |
| 1870. június 27.     | Catenanuova–Raddusa                        |
| 1870. augusztus 15.  | Raddusa–Leonforte Pirato                   |
| 1876. február 1.     | Leonforte Pirato–Villarosa                 |
| 1876. március 1.     | Villarosa–Caltanissetta Xirbi              |
| 1876. szeptember 24. | Caltanissetta Centrale–Canicattì           |
| 1878. április 8.     | Caltanissetta Xirbi–Caltanissetta Centrale |
| 1880. november 3.    | Canicattì–Aragona Caldare                  |